# Arthur Drouillon
Arthur Émile Drouillon, né le 8 août 1863 à Bruges et mort le 13 février 1921 dans le 20e arrondissement de Paris, est un compositeur et chef d'orchestre belge.

## Biographie
On ne sait pratiquement rien d'Arthur Drouillon en Belgique avant son arrivée en France dans les années 1880 sinon qu'il était fils de commerçants et que c'est vraisemblablement dans sa ville natale qu'il a suivi une formation de pianiste, de compositeur et de direction d'orchestre.
C'est seulement en 1896, à l'âge de 33 ans, que l'on trouve pour la première fois son nom dans la presse française en tant que chef d'orchestre à l'Alhambra d'Angoulême puis à l'Eldorado du Mans en 1898. Deux ans plus tard, ses premières créations sont éditées à Paris avec au début Lucien Dottin comme parolier.
On lui doit plus de 150 partitions de musiques de chansons sur des paroles, entre autres, d'Henri Marcoud, Louis Richard, Dufleuve, Georges Sibre, Félix Marty, Georges Arnould ou André Bonnardel.
Mort à l'Hôpital Tenon à l'âge de 57 ans, Arthur Drouillon était veuf en premières noces d'Alice Corsellis née et morte à Bruges (1866-1896) qu'il avait épousé à Carmaux en mars 1890 et dont il eut un fils Édouard Émile mort pour la France (1889-1914) et une fille Irma Herminie Pauline (1891-1922), puis, en deuxièmes noces, de Julia Bougardier (1873-1919) avec laquelle il s'était remarié à Romainville en septembre 1916.

## Œuvre
- 1900 : Le sarrau, chanson, paroles de Lucien Dottin
- 1900 : Ça peut vous rendre pompette, chanson, paroles de Lucien Dottin
- 1900 : Où donc allons-nous ?, chanson marche, paroles de Lucien Dottin
- 1900 : J'viens d'êt' nommé cabot !, paroles de Lucien Dottin
- 1900 : Jamais ce beau temps passé, chanson, paroles de Lucien Dottin
- 1900 : Au Bazar de l'Hôtel de Ville !, chanson, paroles de Lucien Dottin
- 1900 : La valse des chemises, paroles de E. Huet et P. Jouis
- 1901 : Les turbineuses, paroles de M. Valabrègue
- 1902 : Gentils petits trottins, chansonnette polka, paroles d'Eugène Riffey
- 1902 : P'tit' poulette, chanson, paroles d'Henry Thuillier
- 1904 : Le chanteur mécontent, chansonnette, paroles de Zéphirin Duc
- 1904 : Ça n' demand' qu'à marcher, chansonnette, paroles de Lucien Dottin
- 1905 : La chanson des larmes, paroles de Georges Sibre et Édouard Loisel
- 1905 : Jacques l'ivrogne, chanson, paroles de Ferdinand Bossuyt
- 1906 : Le vieux passeur, chanson, paroles de Ferdinand Bossuyt
- 1909 : A moi l'mégot, chansonnette typique, paroles de Cyr Meille
- 1909 : Je joue de la prunelle, chansonnette comique, paroles de Virgile Thomas et Constant Saclé
- 1909 : Pitou jardinier, chansonnette, paroles d'Henri Tinant et d'Auguste Gros-Guénaint
- 1909 : Chanteclair, petit coq de France, paroles de Léon Chassigneux et Victor Madel
- 1910 : C'était une petite bonne, avec Léon Joreb, paroles de Léon Joreb
- 1911 : Ce qu'ils vont chercher, chanson, paroles d'Henri Chanot
- 1912 : La légende de la korrigane, légende celtique, paroles de Raymond d'Artigues
- 1913 : Les p'tits bateaux, chanson, paroles d'Eugène Riffey
- 1915 : Ma petite fleur d'amour, chanson, paroles de Jean Casanova
- 1915 : Le béguin de Tommy, chansonnette anglaise, paroles de Jean Casanova
- 1915 : La chanson des béguins, paroles de Robert Lanoff
- 1916 : Suzy jolie, idylle anglaise, paroles de Maryse Le Berthois
- 1916 : Gloire à nos canons, chanson marche, paroles de Maryse Le Berthois
- 1916 : Inconsolable !, lamentation comique, paroles de Gabriel Brévard et Mac Biès
- 1916 : Vieux soldats de plomb, historiette, paroles de René Barré
- 1916 : La médaille du grand-père, chanson vécue 1870-1915, avec Louis Izoird, paroles d'André Bonnardel et Philippe Goudard
- 1916 : Le petit réfugié, chanson vécue, paroles de Philippe Goudard et André Bonnardel
- 1917 : Nadia la russe, paroles d'André Bonnardel et Philippe Goudard
- 1917 : Pour les Bleuets, chanson, paroles de Camille-Albert Bijouard (Norac)
- 1919 : C' que ma Ninette a !, chanson, paroles de Léon Boud'nor et Georges Chimènes
- Non daté : Pour ton retour, mélodie valse, paroles de Léon Joreb
- Non daté : C'est comme teu veux, chansonnette, paroles de Dufleuve
- Non daté : Les héros de la Victoire, paroles de G. Saint-Vallier (Lange)